# Чемпионат России по гандболу среди мужчин 1995/1996
Четвёртый Чемпионат России по гандболу среди мужчин проходил с 8 августа 1995 по 14 апреля 1996 года
В соревнованиях принимало участие 6 команд, игравших по туровой системе.

## Участники
- Динамо (Астрахань)
- Каустик (Волгоград)
- Нева (Санкт-Петербург)
- Полёт (Челябинск)
- СКИФ (Краснодар)
- ЦСКА (Москва)

## Итоговое положение команд
В чемпионате применялась новая система начисления очков — 4 за победу в 10 и более мячей, 3 за победу менее 10 мячей, 2 за ничью, 1 за поражение не более 9 мячей, 0 — за поражение в 10 мячей и более.
По результатам шестикругового турнира, были определены призёры — чемпионский титул, впервые в российской истории, завоевал волгоградский «Каустик», серебро — у челябинского «Полёта», бронзовые медали — московского ЦСКА. Краснодарский СКИФ, заняв шестое место, покинул Суперлигу, где его должен был заменить в следующем сезоне ростовский «Источник».
| Команда    | 1                                   | 2                                   | 3                                   | 4                                   | 5                                   | 6                                   | И  | В (10+) | Н | П (10+) | РМ           | О  |
| ---------- | ----------------------------------- | ----------------------------------- | ----------------------------------- | ----------------------------------- | ----------------------------------- | ----------------------------------- | -- | ------- | - | ------- | ------------ | -- |
| 1. Каустик |                                     | 26:26 28:27 25:27 23:31 32:26 26:29 | 24:20 29:19 23:20 22:20 26:26 37:31 | 24:11 24:29 25:24 31:25 22:22 23:27 | 24:27 33:24 29:21 24:22 28:25 22:22 | 29:23 26:21 31:28 29:24 35:24 29:21 | 30 | 20 (3)  | 4 | 6       | 809-722=+87  | 77 |
| 2. Полёт   | 26:26 27:28 27:25 31:23 26:32 29:26 |                                     | 22:27 26:31 22:25 25:25 20:23 29:28 | 19:18 27:25 20:19 28:23 25:22 23:23 | 35:25 22:32 32:33 27:26 32:29 37:32 | 25:20 30:23 26:20 29:24 22:21 24:19 | 30 | 19 (1)  | 3 | 8 (1)   | 793-753=+40  | 71 |
| 3. ЦСКА    | 20:24 19:29 20:23 20:22 26:26 31:37 | 27:22 31:26 25:22 25:25 23:20 28:29 |                                     | 18:17 22:16 20:19 27:25 27:21 22:22 | 27:27 29:23 25:25 35:24 29:31 30:26 | 24:25 20:29 22:22 32:21 28:22 21:20 | 30 | 15 (2)  | 6 | 9 (1)   | 753-720=+33  | 67 |
| 4. Динамо  | 11:24 29:24 24:25 25:31 22:22 27:23 | 18:19 25:27 19:20 23:28 22:25 23:23 | 17:18 16:22 19:20 25:27 21:27 22:22 |                                     | 23:21 26:26 21:25 27:23 27:29 31:24 | 21:25 31:19 30:20 25:24 24:22 26:23 | 30 | 11 (2)  | 4 | 15 (1)  | 700-708=-8   | 55 |
| 5. Нева    | 27:24 24:33 21:29 22:24 25:28 22:22 | 25:35 32:22 33:32 26:27 29:32 32:37 | 27:27 23:29 25:25 24:35 31:29 26:30 | 21:23 26:26 25:21 23:27 29:27 24:31 |                                     | 21:23 29:37 24:23 26:22 29:25 27:25 | 30 | 10 (1)  | 4 | 16 (2)  | 778-830=-52  | 53 |
| 6. СКИФ    | 23:29 21:26 28:31 24:29 24:35 21:29 | 20:25 23:30 20:26 24:29 21:22 19:24 | 25:24 29:20 22:22 21:32 22:28 20:21 | 25:21 19:31 20:30 24:25 22:24 23:26 | 23:21 37:29 23:24 22:26 25:29 25:27 |                                     | 30 | 5       | 1 | 24 (4)  | 695-795=-100 | 37 |

## Награды
Чемпионский состав «Каустика» — Дмитрий Бочарников, Игорь Васильев, Михаил Гайно, Павел Гуськов, Вячеслав Кобин, Сергей Косогов, Олег Кулешов, Игорь Лёвшин, Вячеслав Максимов, Иван Мартыненко, Андрей Плахотин, Сергей Погорелов, Алексей Попов, Олег Соколов, Владимир Толкачёв, Владимир Шуняков
Старший тренер — Леонид Коросташевич (заслуженный тренер СССР)
Тренер — Анатолий Иванов (заслуженный тренер России)

## Высшая лига
Положение команд по итогам предварительного этапа
| Место | Команда                   | Очки |
| ----- | ------------------------- | ---- |
| 1     | Источник (Ростов-на-Дону) | 79   |
| 2     | Кунцево (Москва)          | 76   |
| 3     | МАИ (Москва)              | 74   |
| 4     | КФК (Москва)              | 61   |
| 5     | Каустик-2 (Волгоград)     | 49   |
| 6     | Виктор (Ставрополь)       | 48   |
| 7     | Факел (Таганрог)          | 39   |
| 8     | Авиатор (Ахтубинск)       | 22   |

Ростовчане на предварительном этапе турнира набрали 79 очков, опережая три столичных клуба — «Кунцево», МАИ и КФК. Предусмотренный регламентом квалификационный финал этого квартета стал фактически дуэлью двух команд, покинувших элитный дивизион по итогам прошлого сезона, поскольку МАИ и КФК снялись с соревнования по причине бесперспективности участия в финальном турнире (с учётом набранных ранее очков, разыгрывалась всего одна путевка на повышение в классе). В решающем очном поединке, где «Источник» устраивало даже поражение в девять мячей, москвичи за две минуты до конца встречи вели с разницей в 7 голов. Они получили право на пенальти, но вратарь ростовчан Сергей Макин, отразив 7-метровый бросок, лишил «Кунцево» даже теоретических шансов на выход в Суперлигу. Уступив 20:27 (7:12), «Источник» стал в итоге победителем Высшей лиги, вернувшись в элиту спустя год после вылета.

## Первая лига
Предварительный этап
| Место | Команда                   | Очки |
| ----- | ------------------------- | ---- |
| 1     | ЮНИС (Москва)             | 75   |
| 2     | Сунгуль (Снежинск)        | 63   |
| 3     | УПИ-Патра (Екатеринбург)  | 56   |
| 4     | Энергия (Воронеж)         | 49   |
| 5     | АГРО-Самара (Усть-Кинель) | 49   |
| 6     | Скиф (Омск)               | 43   |
| 7     | СКИФ-2 (Краснодар)        | 37   |
| 8     | Кунцево-2 (Москва)        | 33   |
| 9     | Альфа (Оренбург)          | 33   |
| 10    | Полёт-2 (Челябинск)       | 31   |
| 11    | КАИ (Казань)              | 30   |
| 12    | Нева-2 (Санкт-Петербург)  | 29   |

По результатам предварительного этапа, определились участники финального турнира, в котором шестерка лучших должна была разыграть призовые места.
Финал за 1-6 места
28 апреля 1996 года в Воронеже завершился турнир первой лиги, по итогам которого первые пять команд получили право сыграть в высшей лиге следующего сезона.
| Место | Команда                   | Очки |
| ----- | ------------------------- | ---- |
| 1     | ЮНИС-Горняк (Москва)      | 111  |
| 2     | Сунгуль (Снежинск)        | 87   |
| 3     | УПИ-Патра (Екатеринбург)  | 77   |
| 4     | Энергия (Воронеж)         | 71   |
| 5     | АГРО-Самара (Усть-Кинель) | 57   |
| 6     | Скиф (Омск)               | 54   |